# Fotofestiwal Łódź

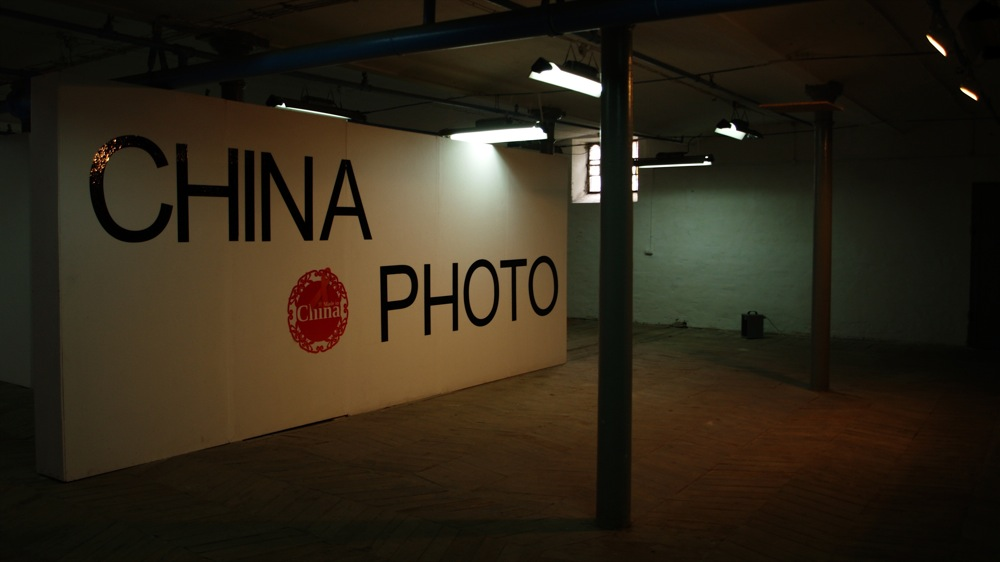
Fotofestiwal Łódź 2008

Das Międzynarodowy Festiwal Fotografii Fotofestiwal (Internationales Fotografie-Festival Fotofestiwal) in Łódź ist seit einiger Zeit das größte Fotografie-Festival in Polen und eins der bedeutendsten Veranstaltungen dieser Art in Europa. Es ist ein Mitglied zweier internationalen Vereinigungen der Fotofestivals: Photo Festival Union und Festival of Light. Dies ist auch der Grund dafür, dass viele internationale Kuratoren an den Vorbereitungen des Programms teilnehmen. Jedes Jahr kommen sie nach Łódź mit Vorträgen, Workshops und ziehen damit viele Studenten und Interessierten an.
Das erste Fotofestival im Jahr 2002 war nur eine relativ bescheidene Veranstaltung. Es wurde von 4 Studenten des Instituts für Soziologie der Universität Łódź, die die Stiftung der visuellen Bildung gegründet haben, organisiert. Mit einem niedrigen Budget ließen sich damals nur 2 Tage mit dem Festivalprogramm befüllen. In den kleinen Räumen des Kinos „Cytryna“ wurden dem Publikum drei Ausstellungen und eine Filmreihe mit Fotografie als Leitmotiv gezeigt.
In den nächsten Jahren entwickelte sich das Festival allmählich und schon in 2004 wurde die ganze Stadt mit dem Fotofieber erfasst. Ein Jahr später wurde mit der Eröffnung des 4. Fotofestivals auch das neue Łódź Art Center der Öffentlichkeit zugänglich gemacht.    